# Сарагоса (Сальвадор)
Сарагоса (исп. Zaragoza) — город и муниципалитет в центральной части Сальвадора, на территории департамента Ла-Либертад.

## Географическое положение
Расположен к юго-западу от столицы страны, города Сан-Сальвадор. Абсолютная высота — 606 метров над уровнем моря.

## Население
По данным на 2013 год численность населения города составляет 17 110 человек.
Динамика численности населения города по годам:
| 1992  | 2013   |
| ----- | ------ |
| 9 298 | 17 110 |

## Экономика
Экономика Сарагосы основывается преимущественно на сельском хозяйстве, основными культурами которого являются зерновые, овощи, фрукты и кофе. Имеет место животноводство, в том числе разведение свиней и птицы, а также молочное направление.